# クレアルコス
クレアルコス（ギリシア語: Κλέαρχος Kléarchos、？ - 紀元前401年）は、スパルタの軍人。

## 生涯
ペロポネソス戦争の後半に行われたデケレイア戦争で頭角を現し、紀元前409年以降、へレスポントス一帯のスパルタ軍の指揮を行った。紀元前408年にはへレスポントスでアテナイ軍を打ち破るも、市を失った。
紀元前403年には本国の命令に従わなかったことが原因で死刑を宣告されてしまい、アケメネス朝ペルシアの小アジア総督であった小キュロスの元に亡命した。クレアルコスは彼の下でギリシア人傭兵部隊を組織することとなった。
クレアルコスは紀元前401年のクナクサの戦いで小キュロス軍に従軍し、ギリシア人傭兵の指揮を務めた。この戦いで小キュロスは敵対するアルタクセルクセス２世がいる中央部分を突破するために最強のギリシア人傭兵をそこに配しようと考えていたようであるが、傭兵を指揮するクレアルコスは敵の包囲攻撃を警戒し、右翼側にあるユーフラテス川に接するように自分の部隊を配してしまった。このことが原因で、両軍がお互いを確認できるほどに接近してもなお、小キュロス軍は左翼軍の準備が整わなかったとされる。小キュロスは自軍の戦列が組まれるのを後方で見ていたが、クレアルコスを止めることはしなかったようである。この戦いで小キュロスは戦死した。
クレアルコスはクナクサの戦いの後、アケメネス朝ペルシアとの交渉に立つも捕えられ、ついに処刑された。